# Iria Gallardo
Iria Gallardo (Madrid, 9 de mayo de 1973) es una actriz, actriz de doblaje y presentadora española.
En 2004, inició su actividad como presentadora del informativo diario La Dosis Diaria de MobuzzTV, un informativo de tendencias tecnológicas e Internet. Con el cierre de MobuzzTV, se trasladó a comienzos de 2009 a realizar el informativo divulgativo sobre economía y finanzas de Financial Red, junto a Juan Martín.
Como actriz ha realizado breves apariciones en televisión en las series Hospital Central y Lalola, además de participar en diversos cortometrajes.
Es vegana y es conocido su activismo para la protección de los animales.